# Teucrium abutiloides
Teucrium abutiloides — вид рослин з родини глухокропивові (Lamiaceae), ендемік Мадейри.

## Опис
Росте як широкий кущ до 1.5 м заввишки.

## Поширення
Ендемік північних круч острова Мадейра.
Діапазон висот від 400 до 1000 м н.р.м. Ця рослина характерна для узлісся лісу Ocotea foetens. Рослина, як правило, асоціюється з невеликими потоками, зрошувальними каналами та ярами.

## Загрози та охорона
Головною загрозою є деградація середовища проживання та конкуренція через вторгнення екзотичних видів (Hedychium gardnerianum, Fuchsia arborescens). Пожежі та природні фактори, такі як зсуви, можуть вплинути на вид.
Наявні популяції вид лежать всередині Природного парку Мадейри. Цей вид перераховано в Додатку II Директиви про природне середовище та в додатку I Конвенції про охорону європейської дикої природи та природних середовищ існування (Бернська конвенція). Терміново потрібна програма вирощування та повторного введення для цієї рослини. Виключення та контроль інвазивних видів є важливим, поряд з іншими заходами по відновленню середовища проживання.